# RAB33B
RAB33B (англ. RAB33B, member RAS oncogene family) – білок, який кодується однойменним геном, розташованим у людини на короткому плечі 4-ї хромосоми. Довжина поліпептидного ланцюга білка становить 229 амінокислот, а молекулярна маса — 25 718.
| 10         |  | 20         |  | 30         |  | 40         |  | 50         |
| ---------- |  | ---------- |  | ---------- |  | ---------- |  | ---------- |
| MAEEMESSLE |  | ASFSSSGAVS |  | GASGFLPPAR |  | SRIFKIIVIG |  | DSNVGKTCLT |
| YRFCAGRFPD |  | RTEATIGVDF |  | RERAVEIDGE |  | RIKIQLWDTA |  | GQERFRKSMV |
| QHYYRNVHAV |  | VFVYDMTNMA |  | SFHSLPSWIE |  | ECKQHLLAND |  | IPRILVGNKC |
| DLRSAIQVPT |  | DLAQKFADTH |  | SMPLFETSAK |  | NPNDNDHVEA |  | IFMTLAHKLK |
| SHKPLMLSQP |  | PDNGIILKPE |  | PKPAMTCWC  |  |            |  |            |

A: Аланін

C: Цистеїн

D: Аспарагінова кислота

E: Глутамінова кислота

F: Фенілаланін

G: Гліцин

H: Гістидин

I: Ізолейцин

K: Лізин

L: Лейцин

M: Метіонін

N: Аспарагін

P: Пролін

Q: Глутамін

R: Аргінін

S: Серин

T: Треонін

V: Валін

W: Триптофан

Задіяний у таких біологічних процесах як транспорт, транспорт білків, автофагія. 
Білок має сайт для зв'язування з нуклеотидами, ГТФ. 
Локалізований у мембрані, апараті Ґольджі.